# Albaida del Aljarafe
Albaida del Aljarafe ist eine Gemeinde in der Provinz Sevilla in Spanien mit 3.223 Einwohnern (Stand: 2024). Sie liegt in der Comarca El Aljarafe in Andalusien.

## Geografie
Die Gemeinde Albaida del Aljarafe grenzt an Olivares und Sanlúcar la Mayor.

## Geschichte
Der Ort stammt aus der Zeit der Turdetaner, welche ihn Kaelia nannten. In der Römerzeit hatte der Ort das Recht seine eigenen Münzen zu prägen. Es gibt noch Architektur aus der römischen und vorrömischen Epoche. Der heutige Name stammt vom arabischen Wort Al Bayda (bedeutet „die Weiße“). Nach der islamischen Zeit gehörte es verschiedenen Feudalherren, bis zur Abschaffung der Gutsherrschaft im 18. Jahrhundert.

## Wirtschaft
Ein Großteil der Wirtschaft ist landwirtschaftlich geprägt, wobei die Hauptanbaukultur Oliven sind.

## Sehenswürdigkeiten
- Turm des Don Fadrique
- Kirche Nuestra Señora de la Asunción
- Wallfahrtskirche Ermita de la Vera Cruz

## Söhne und Töchter der Gemeinde
- Soledad Cabezón Ruiz (* 1973), Politikerin